# Letov Š-528
Letov Š-528 byl lehký bombardovací, stíhací a pozorovací dvouplošník zkonstruovaný ing. Aloisem Šmolíkem v polovině 30. let ve vojenské továrně na letadla Letov Letňany.

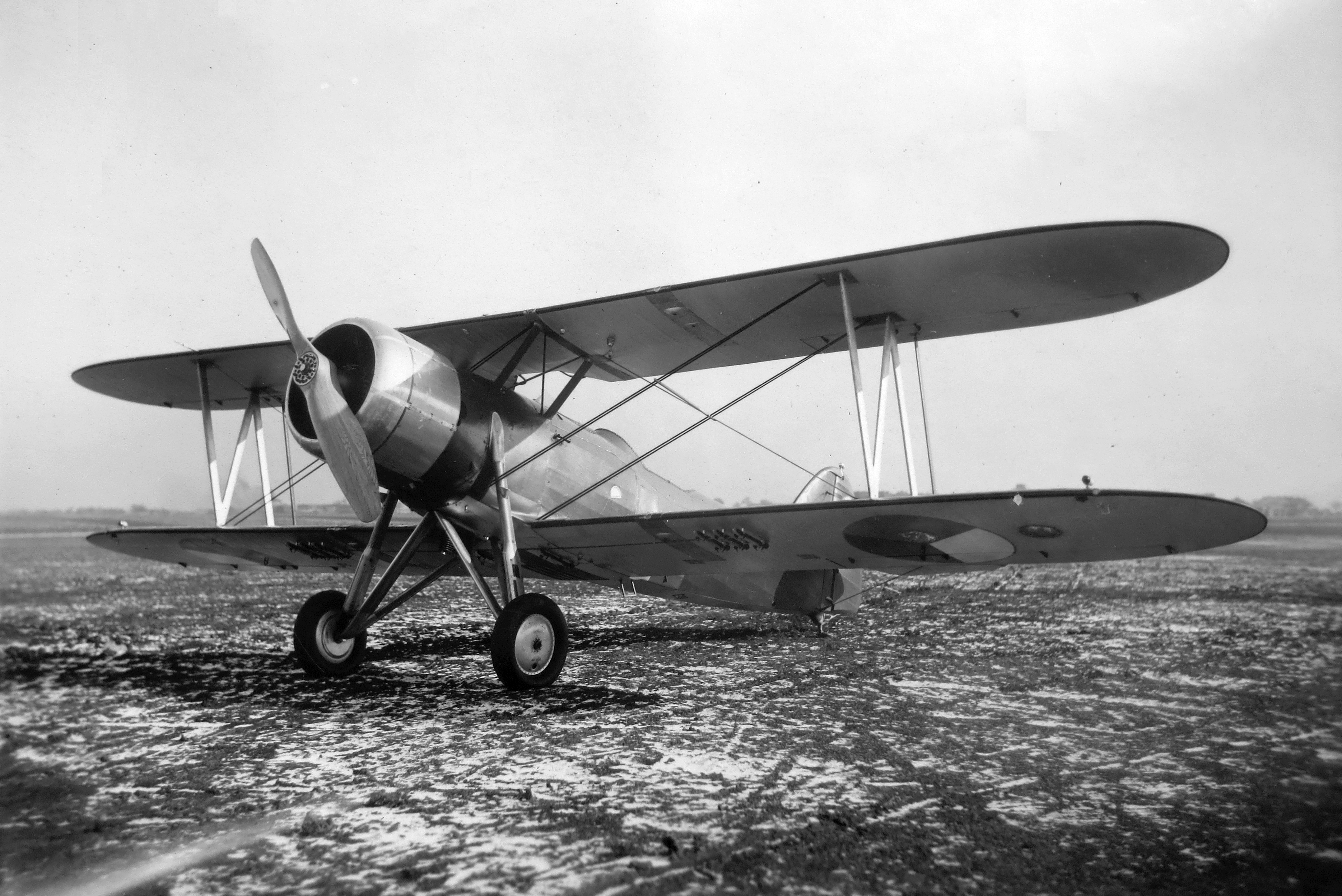
Prototyp Letov Š-528 s motorem Walter Mistral K 14-I (1935)

## Vznik a vývoj
Již v době, kdy byla v proudu výroba letounů Š-328 pro Ministerstvo národní obrany (MNO), pracoval Letov na dalším zdokonalení „třistaosmadvacítky“. V roce 1933 byla postavena Š-428.1, která měla být poháněná motorem Armstrong-Siddeley „Tiger“ o výkonu 680 k, ale nakonec byl instalován československý, v licenci vyráběný, kapalinou chlazený řadový, vidlicový dvanáctiválec Avia Vr-36 (Hispano-Suiza HS 12Nb) o výkonu 545 kW/650 k. Letoun Š-428.1 zůstal jen v jednom exempláři, protože o něj armáda neprojevila zájem. MNO však svolilo na témže draku odzkoušení silnějšího motoru. Pro následný typ Š-528 byl vybrán motor Gnome Rhone „Mistral Major“ 14 Krsd o výkonu 800 k, vyráběný v licenci továrnou Walter. Licence k motoru Walter Mistral K 14 byla zakoupena již v roce 1931, ale do výroby se dostal až v roce 1934. Československá továrna Walter jej vyráběla ho až do roku 1938 v několika verzích. V uvedeném období 1934-1938 bylo vyrobeno 190 motorů. Walter Mistral K 14 je součástí sbírek např. Národního technického muzea v Praze a Leteckého muzea v Krakově. Použitím tohoto motoru se letoun zařadil vysoko nad běžný průměr v kategorii víceúčelových letadel.
Letoun byl zalétán 7. února 1935 a do československého leteckého rejstříku zanesen 10. května 1935 s imatrikulací OK-VOE. Ještě květnu 1935 provedlo toto letadlo ukázkový let po Balkáně, ale z této cesty žádné objednávky nebyly získány. Ministerstvo veřejných prací udělilo na základě vyhovujících zkoušek a výpočtů prototypu letadla Š-528 oprávnění k používání tohoto stroje s motorem Mistral-Major 14 Krsd 690 HP při mezinárodních letech. Teprve o rok později v dubnu 1936 byla zahájena sériová výroba těchto strojů (výr. č. 2-7), ale tentokrát na zakázku Ministerstva veřejných prací, které si vybralo Š-528 jako výzbroj letek bezpečnostního letectva. Podle jiného zdroje továrna postavila sérii šesti strojů bez konkrétní objednávky v naději, že je odprodá Četnickým leteckým hlídkám, ale vzhledem k vyjasňování kompetencí mezi ministerstvy veřejných prací a vnitra stály letouny dlouho na letišti Letova. Letouny byly převzaty do služby ministerstvem vnitra až 2. června 1938, ale obratem byly převedeny na ministerstvo národní obrany výměnou za 6 letounů Š-328.
Továrna Letov na podzim 1936 vystavovala Š-528 se vzduchem chlazeným dvouhvězdicovým čtrnáctiválcem Walter Mistral-Major K 14-I o výkonu 800 k v provedení již jako trojmístný, policejní letoun, který dosahuje rychlosti 330 km/h, na XV. mezinárodním aerosalonu v Paříži společně s novými, třílistými kovovými vrtulemi Letov. O rok později byl letoun vystaven i na národní letecké výstavě v Praze.

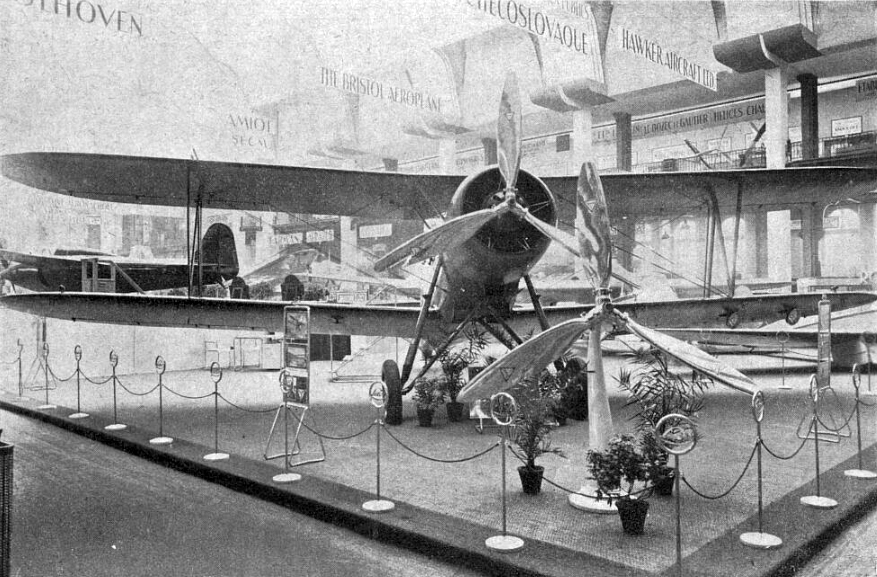
Letov Š-528 na aerosalonu v Paříži 1936 (Letectví, listopad 1936)

## Popis letounu
Hlavním poznávacím znakem, který na prvý pohled rozlišoval stroje Š-528 od předcházejících Š-328 byl široký prstencový kryt motoru NACA proti úzkému typu Townend použitému u Š-328. Letoun byl dobře odlišitelný od předchozího Letov Š-328 i podle - na sériových letounech - montovaných kovových třílistých vrtulí.
Jednalo se dvou- až třímístný, jednomotorový, vzpěrový dvouplošník. Kostra stroje kovová ze svařených ocelových trubek, potažená plátnem a částečně duralovými plechy (od přídě až k pilotnímu prostoru). Podvozek pevný se záďovou ostruhou. Kabiny otevřené, před přední byl ochranný plexisklový štítek. Pohonnou jednotkou tvořil jeden vzduchem chlazený motor vybavený zprvu pevnou dřevěnou dvoulistou vrtulí, později kovovou třílistou na zemi stavitelnou, Letov Hd 43. Motor měl olejový chladič a pohonnou hmotou by letecký benzín umístěný v palivové nádrži umístěné v trupu.
Zbarvení prototypu Š-528 bylo podobné typu Š-428. Prstencový motorový kryt byl v barvě materiálu (duralový plech), na trupu a křídlech černá imatrikulace OK-VOE. Sériové Letovy Š-528 měly barevné provedení dané předpisy pro Četnické letecké hlídky, tedy motorový kryt a náběžné hrany křídel a ocasní plochy šarlatově červená, ostatní plochy v tzv. četnické zeleni. Na trupu a křídlech toutéž červenou provedena imatrikulace OK-PAK až PAQ s bílým lemem písmen. Na svislé ocasní ploše byl výsostný znak ve tvaru sférického trojúhelníku. Po převzetí československým letectvem bylo veškeré označení přestříkáno standardní khaki barvou a doplněny standardní výsostné znaky. A v této asi dost zajímavé strakaté podobě byly zařazeny k útvaru. Na trup byl aplikován znak Leteckého pluku 2, tedy modrá orlice, písmeno L příslušející 63. letce a číslo letounu.

Standardní osazení letounu bylo s motorem Walter Mistral-Major K 14-I o nominálním výkonu 700 k/515 kW na zemi a vzletovým 800 k/588 kW. Některé zdroje uvádějí použití motoru Walter-Mistral Major 14-KIL (dle tovární dokumentace NO 14 I-SR) s nominálním výkonem na zemi 830 k/610 kW a vzletovým výkonem 900 k/662 kW.

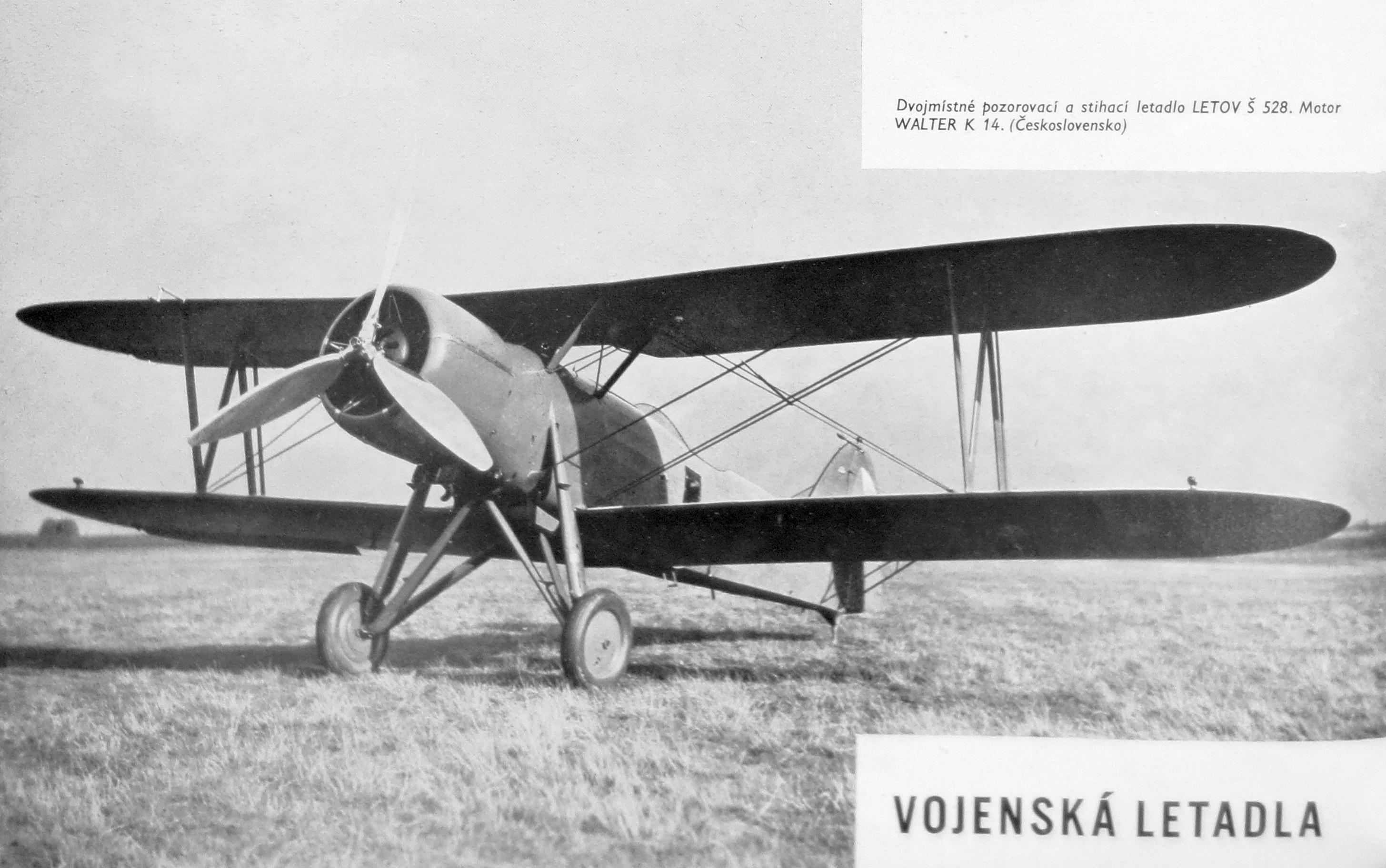
Dvoumístné pozorovací a stíhací letadlo Letov Š-528 s třílistou vrtulí Letov (OK-VOE, 937)

## Použití
Z továrního letadla Letov Š-528 za pilotáže továrního pilota Kovandy úředník Masarykovy letecké ligy, poručík v záloze Ludvík Pavlovský z Brna uskutečnil 3. října 1935 seskok padákem bez kyslíkového přístroje z výšky 8705 m, jak bylo později vyčísleno z barografu. Celý seskok v počáteční teplotě -37 °C uskutečněný někde mezi Kostelcem a Brandýsem nad Labem trval 26 minut. Rekordman po seskoku s přistáním u obce Libichov u Mladé Boleslavi utrpěl omrzlinu pravé ruky. Šéfpilot Letova Jan Anderle 9. červenci 1937 s prototypem letounu Letov Š-528.1 a motorem Walter K 14-800 HP (OK-VOE), ustanovil národní rekord, když vystoupil s užitečným zatížením 500 kg do výšky 8849 m.
Letouny si v roce 1937 objednalo ministerstvo vnitra v počtu 6 ks pro četnické letecké hlídky (ČLH). To byl první policejní letecký útvar, který v Československu existoval. Do leteckého rejstříku byly letouny zavedeny 19. listopadu 1937 s imatrikulacemi OK-PAK, -PAL, -PAM, -PAO, -PAP a -PAQ) s tím, že původní imatrikulace prototypu OK-VOE byla změna na OK-PAK. ČLH byly zřízeny v roce 1935, ale s příchodem druhé světové války v roce 1939 po definitivním rozbití republiky v březnu 1939 byly hlídky rozpuštěny. Personál ČLH byl od 22. září 1938 spolu s technikou převeden pod vojenské letectvo. Ostrahu vzdušného prostoru převzalo vojenské letectvo, kterým bylo velení ČLH úkolováno. Na výzvu vojáků tak četničtí piloti prováděli ostré hotovostní nebo průzkumné lety.
Posléze bylo 6 letadel Š-528 v "četnických" barvách více méně převzato do užívání pouze formálně, protože téměř ihned přešly v květnu či červnu 1938 do armády, resp. byly vyměněny za stejný počet méně výkonných strojů Letov Š-328 s motory Walter Pegas. Letouny Š-528 pak provozovalo československé letectvo. Po zástavbě vojenské výzbroje bylo 5 strojů krátce zařazeno k 63. zvědné letce 2. leteckého pluku (LP) a jeden Š-528.6 sloužil u cvičné letky. Posléze přešly všechny spolu s prototypem Š-528.1 k 3. LP a následně se opět vrátily k 2. LP, prototyp se dostal k Vojenskému technickému a leteckému ústavu (VTLÚ) a zde počátkem roku 1939 byl zničen při havárii. Ostatní letouny tou dobou sloužily již odstrojeny jako kurýrní, spojovací letouny.
Po vzniku Protektorátu Čechy a Morava byly letouny Letov Š-528 zabrány Luftwaffe. Letouny zabavené československému letectvu si přiletěl osobně prohlédnout ve funkci generál zbrojmistra Luftwaffe, generálporučík (Generalleutnant) Ernst Udet, bývalé letecké eso z první světové války. V přehledu československé armády "Stav zbrojního materiálu ke dni 18. 3. 1939" je uvedeno 7 letounů Š-528, kterých mělo být vyrobeno podle ostatních zdrojů jen 6. Může to být vysvětleno tím, že v několika případech byly ve zdroji názvy položek a číselné údaje špatně čitelné, příp. nečitelné. Je proto možné, že uvedený přehled "Stavu ..." obsahuje drobné odchylky oproti předloze, a tím i skutečnosti. Počet 7 vyrobených letounů nepodporuje databáze imatrikulací, podle níž vyrobené stroje nesly imatrikulace: výr. č. 1 (OK-VOE, OK-PAK), 2 (OK-PAL), 3 (OK-PAM) 4 (OK-PAO), 5 (OK-PAP) , 6 (OK-PAQ).
Po zániku Česko-Slovenska 15. března 1939 zabavila všechny letuschopné stroje Š-528 Luftwaffe. Poslední Š-528, které používala Sch./FAR 24 v Olomouci, dosloužily během roku 1943.

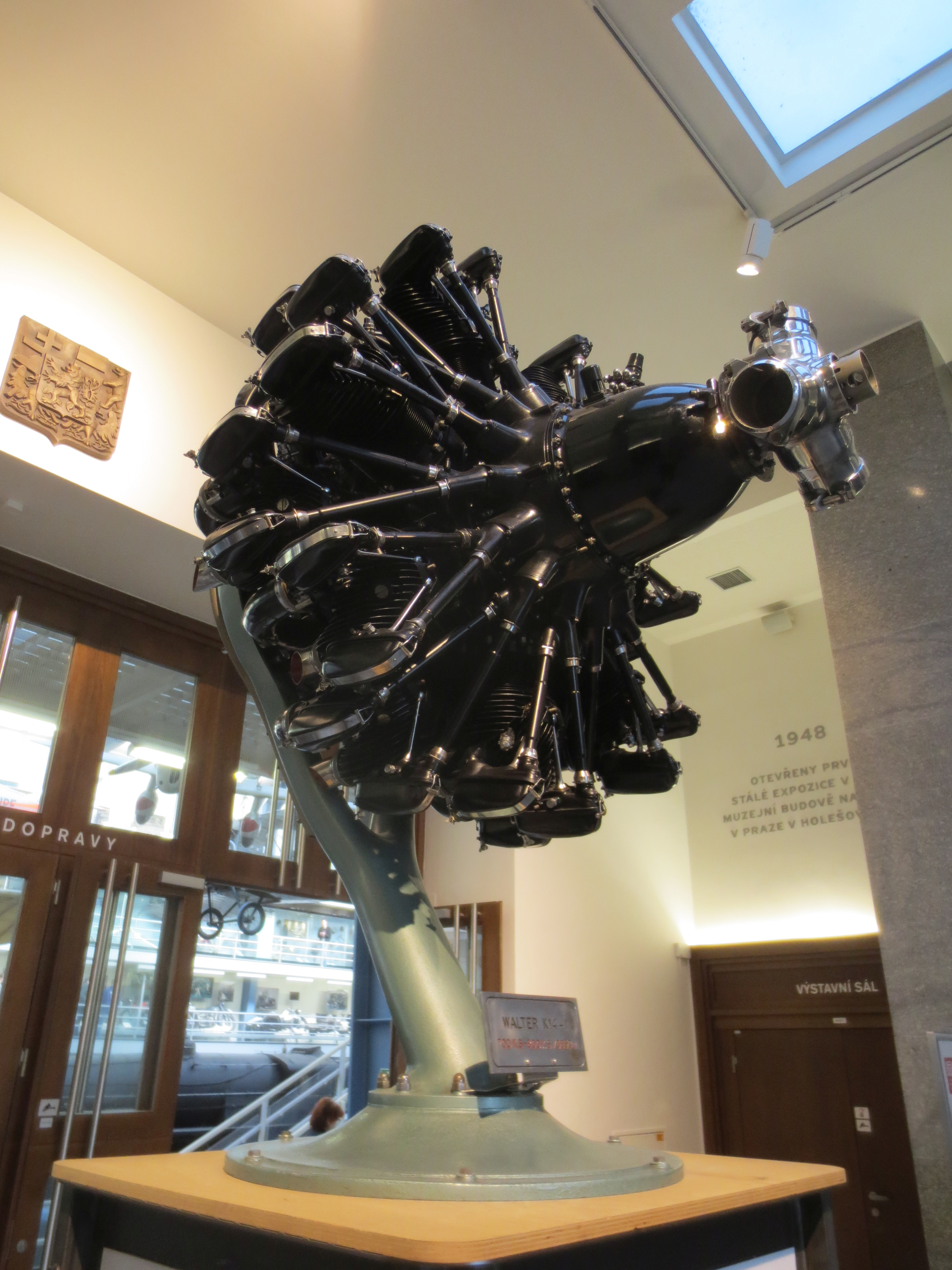
Walter Mistral K 14-I, NTM 2020

## Uživatelé
- Československo
  - Letov
  - Bezpečnostní letectvo Ministerstva vnitra, Četnické letecké hlídky
  - Československé letectvo
- Německá říše
  - Luftwaffe

## Specifikace
Data podle

### Technické údaje
- Posádka: 2-3
- Rozpětí: 13,71 m
- Délka: 10,00 m
- Výška: 3,50 m
- Nosná plocha: 39,40 m2
- Plošné zatížení: 73,7 kg/m2
- Hmotnost prázdného letounu: 1 900 kg
- Vzletová hmotnost: 3 000 kg, max. za letu 3 300 kg
- Pohonná jednotka: 1× pístový, vzduchem chlazený, dvouhvězdicový čtrnáctiválcový motor Walter Mistral K 14 II-SR
  - nominální, jmenovitý výkon: 515 kW / 700 k při 2400 ot/min
  - maximální, vzletový výkon: 588 kW / 800 k při 2800 ot/min
  - výkonnost ve výšce 3850 m: 588 kW / 800 k při 2800 ot/min
- Vrtule: dvoulistá dřevěná (prototyp), třílistá kovová Letov (sériová výroba)

### Výkony
- Maximální rychlost: 320 km/h
- Cestovní rychlost: 300 km/h
- Přistávací rychlost: km/h
- Dostup: 9 000 m
- Stoupavost: 6,4 m/s (do 5 000 m 13 minut)
- Dolet: 1080 km

### Výzbroj
- 2 × pevný kulomet vz. 30 ráže 7,92 mm, každý se 400 náboji
- 2 × pohyblivý kulomet vz. 30 ráže 7,92 mm na lafetě Škoda vz. 35 s 840 náboji ve 12 zásobnících
- 400 kg pum